# Sphaerotherium compressum
Sphaerotherium compressum är en mångfotingart som beskrevs av Brandt 1833. Sphaerotherium compressum ingår i släktet Sphaerotherium och familjen Sphaerotheriidae. Inga underarter finns listade i Catalogue of Life.